# تنداب

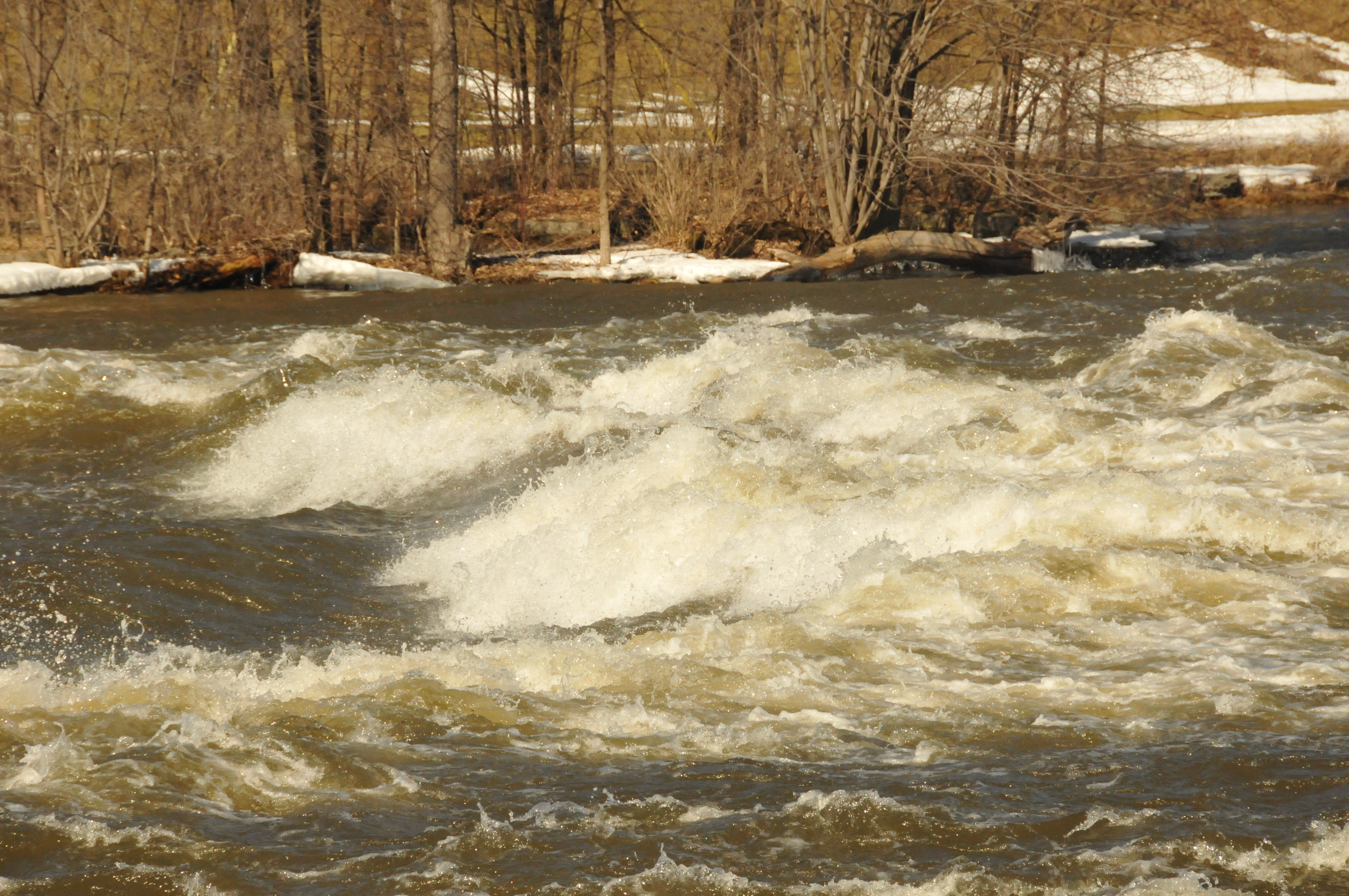
تنداب‌های رود می‌سی‌سی‌پی در انتاریو کانادا

تُنداب (انگلیسی: rapid) به بخشی از رود گفته می‌شود که در آن قسمت بستر رود نسبتاً پرشیب بوده و باعث افزایش سرعت و آشفتگی رود می‌شود. نام دیگر تنداب، آبشار است. تنداب‌ها پدیده‌های هیدرولوژیکی بین قسمت کم‌شیب جریان و آبشار هستند. کم‌عمق شدن رود و ظاهر شدن سنگ‌ها در بالای سطح آب از ویژگی‌های تنداب‌هاست. تندآب در جایی پدید می‌آید که مواد سازنده بستر جریان نسبت به پایین‌دست تندآب، دارای مقاومت بیشتری به نیروی فرسایش جریان آب باشد. جریان آب‌های اولیه در امتداد سنگ‌های سخت در بیشتر طول مسیر خود باعث ایجاد تندآب می‌شود.